# Cyrtophora admiralia
Cyrtophora admiralia là một loài nhện trong họ Araneidae.
Loài này thuộc chi Cyrtophora. Cyrtophora admiralia được Embrik Strand miêu tả năm 1913.